# Quatrième dimension (art)
Pour les articles homonymes, voir Quatrième dimension.
 (août 2024).

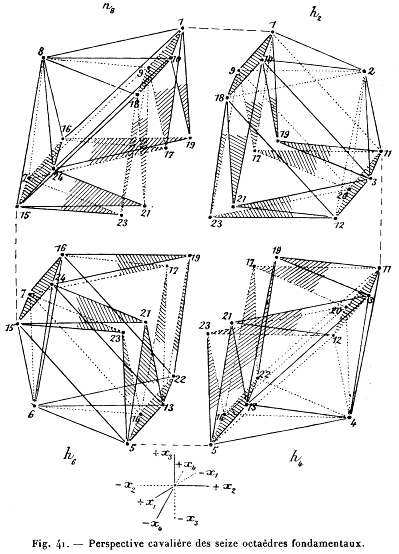
Esprit Jouffret, Traité élémentaire de géométrie à quatre dimensions.

La quatrième dimension est un concept lié à la recherche d'une autre dimension dans l'art.
Le mathématicien Henri Poincaré écrivait en 1902 dans La Science et l'Hypothèse : « De même qu'un monde non-euclidien, on peut se représenter un monde à quatre dimensions ». L'objectif de cet ouvrage était de porter les recherches de sciences exactes auprès d'un public profane sans « vulgarisation », mais en des termes parlants et visuellement poétiques. Sa conception de l'espace représentatif comme expérience conjointe de l'espace visuel, tactile et moteur a su interpeller les artistes.
Même si, tel quel, l'espace courbe non-euclidien apparaît rarement dans la peinture cubiste, les nouvelles géométries ont été au cœur des préoccupations intellectuelles des artistes du début du XXe siècle en France et en Russie.

## Diffusion des nouvelles géométries
L'idée de quatrième dimension est véhiculée au début du XXe siècle par les canaux les plus divers. Champ de travail des sciences exactes, elle a été diffusée par les publications de Poincaré auprès d’un large public. La quatrième dimension est ainsi rapidement devenue un sujet de prédilection de la mathématique populaire, de la science-fiction, de l'ésotérisme et de l’art.

### La mathématique populaire
On pourrait l'appeler philosophie de l'hyperespace. Les représentations des vulgarisations mathématiques des dimensions supérieures donnent lieu à une floraison d'illustrations de solides géométriques tous plus compliqués les uns que les autres.
L'essai sur l'Hyperespace de Maurice Boucher en 1903, et que Matisse avait eu entre les mains, citait les figures régulières dans un espace à n dimensions de Stringham, qui avait fait paraître ces planches en 1880 dans l'American Journal of Mathematics. 
Cet essai de Stringham avait inspiré celui de Hinton (Une nouvelle ère pour la pensée, 1888). Ils ouvriront la voie à une série de publications dans les premières années du XXe siècle comme La Perspective cavalière des 16 octahédrons fondamentaux d'un icosatétrahédroide d'Esprit Jouffret et son Traité élémentaire de géométrie à 4 dimensions publié à Paris en 1903, Le Cube de la quatrième dimension de Hinton, à Londres et New York en 1904, L'Hypercube de Manning à New York en 1914,.

### La science-fiction
Edwin Abbott publie Flatland en 1884, cité par Jouffret en 1903 dans son Traité élémentaire de géométrie à quatre dimensions (Un carré rencontre une sphère. Quand le carré demande à la sphère de se faire emmener dans les dimensions supérieures, elle le renvoie dans son monde plat). La machine à explorer le temps de Herbert George Wells est publiée dans le Mercure de France en 1898-1899. Dodgson, alias Lewis Carroll, publie en 1865 Dynamique d'une particule, faisant suite à une conférence à Oxford introduite par l'histoire des amoureux euclidiens, et en 1873 Défense de la géométrie euclidienne. À travers la lorgnette. Critique de l'engouement pour les dimensions supérieures. Alfred Jarry, admirateur de Lord Kelvin, s'illustre en 1911 avec Gestes et Opinions de Dr Faustroll, pataphysicien. Gaston de Pawlowski est l’auteur d'un recueil de nouvelles de science-fiction, Voyage au pays de la quatrième dimension, paru en 1912. Grand admirateur de Poincaré, il est aussi éditeur de la revue Comœdia. Sa réflexion a fortement influencé Gleizes et Metzinger pour la rédaction de Du cubisme.
Marcel Duchamp a probablement été influencé par tous ces ouvrages, mais il semble qu'il avait des connaissances en mathématiques assez poussées. Il a en tous cas lu Poincaré, dont il discute souvent très sérieusement les hypothèses dans ses notes.
Lovecraft est le premier écrivain à véritablement relater un voyage dans d'autres dimensions autres que le temps. On en trouve trace notamment dans La Maison de la sorcière et Cthulhu.

### Ésotérisme et quatrième dimension
En 1895, Leadbeater compare l'idée théosophique de « vision astrale » avec celle de « vue à quatre dimension ». Madame Blavatsky écrivait en 1888 dans La Doctrine secrète : « L'expression familière ne saurait être qu'une abréviation de la formulation complète "La quatrième dimension de la matière dans l'espace" ». En France, Revel publie en 1911 L'Esprit et l'Espace : la quatrième dimension, où il s'agit de développer ses facultés pour accéder à « un monde plus subtil. » Revel rend également hommage aux travaux de Poincaré sur l'espace visuel, tactile et moteur. Noircarme publie en 1912 Quatrième Dimension, avec un « bicarré » fortement inspiré de Hinton.
Ouspensky, mathématicien russe et disciple de l’ésotériste Gurdjieff, a développé « Tertium Organum » un certain nombre de concepts sur l’espace et le temps.  Faisant appel à des références éclectiques (l’Orient, le christianisme, les découvertes scientifiques…), il se fonde sur le postulat de Kant selon lequel l’espace avec ses caractéristiques est une propriété de notre conscience et non du monde extérieur. À partir de là, il développe l’idée que, le monde dépendant de l’appareil psychique, un travail sur ce psychisme permettrait donc de modifier l’homme en un sur-homme. Aboutissant en 1934, à « un nouveau modèle de l’univers », il poursuit son idée en direction d’une possible immortalité de l’homme (L’homme et son évolution possible, 1945) acquise grâce à un réveil de la conscience, excluant toute possibilité de travail psychique pendant le sommeil, et a fortiori, le rêve. 
Les géométries à N - dimensions et les géométries non-euclidiennes sont deux branches séparées de la géométrie, qui peuvent être combinées, mais pas obligatoirement. Une confusion s'est établie dans la littérature populaire à propos de ces deux géométries. Parce que  la géométrie euclidienne était à trois dimensions, on en concluait que les géométries non-euclidiennes comportaient nécessairement des dimensions supérieures.

## Peinture et nouvelles géométries
Le peintre « apporte son corps » dit Valéry [cité par Merleau-Ponty dans L'Œil et l'esprit], c'est en « prêtant son corps que le peintre change le monde en peinture ». Ami d’Alfred Jarry (La Pataphysique, Ubu), et lecteur de Herbert George Wells (La Machine à remonter le temps), Valéry était un admirateur passionné de Poincaré. Il avait même entrepris des études de mathématiques en 1890 et ses carnets, entre 1894 et 1900, étaient remplis d'équations. 
Concernant la matière, pour Poincaré, l'une des découvertes les plus étonnantes que les physiciens aient annoncées dans ces dernières années, c'est que la matière n'existe pas.
Cette affirmation avait interrogé le peintre Matisse qui écrivait à Derain en 1916 à propos de La Science et l'Hypothèse : « Avez-vous lu ce livre ? Il y a dedans certaines hypothèses d'une audace vertigineuse, celle par exemple sur la destruction de la matière. Le mouvement existe seulement par le fait de la destruction et de la reconstruction de la matière. »
Mais c’est surtout l’idée de quatrième dimension, possible mode d’appréhension théorique de la toute nouvelle peinture cubiste, qui va fasciner le monde artistique.
Ce qu'il faut retenir, c'est le côté fortement relationnel du cubisme. Tout le monde se connaît, les idées circulent et prennent des formes mathématiques, littéraires, picturales. Cependant, il convient de centrer ces idées autour de celles de Poincaré. C'est lui qui donne pour la première fois cette distinction entre un espace géométrique et un espace représentationnel. Cela explique peut-être non seulement la naissance du cubisme en France, mais aussi un minimum de public prêt à le recevoir.
En revanche, les théories d'Einstein ont peu de chances d'avoir influencé le cubisme car elles sont connues relativement tard en France. L'élaboration de la théorie de la relativité elle-même se fait sur une période assez longue.

### La quatrième dimension et le cubisme
« On dit que Matisse fut le premier à utiliser cette expression avant les premières recherches cubistes de Picasso. »
Voilà ce que le peintre futuriste italien Gino Severini écrivait en 1917 à propos de la Quatrième dimension dans le Mercure de France. 
Matisse, qui, lisant un traité intitulé Essai sur l'hyperespace se serait écrié : 
« Oh ! mais ce n'est qu'un ouvrage de vulgarisation ! ». (C'est Metzinger qui cite cette anecdote dans Le cubisme était né  et il termine ainsi : « En fin de compte, cela démontrait que pour le grand fauve, l'époque où le peintre ignorant courait, porté par le vent, à la recherche d'un beau motif était bien terminée. »).
En 1909, Charles Camoin écrit à Matisse à propos de son art :
« Quelle profession honteuse à une époque de si grandes spéculations et après la découverte de la 4e dimension. »
Si Matisse peut, dès les premières années du siècle, estimer à sa juste  valeur un ouvrage sur les nouvelles géométries et s'entretenir de la 4e dimension, c'est en effet certainement parce qu'il  connaît les publications scientifiques qui font autorité dans le Paris d'avant-guerre à savoir, celles d'Henri Poincaré.
Notamment La Science et l'Hypothèse, parue en 1902, dont les  deux chapitres Les géométries non-euclidiennes et L'espace et la géométrie décrivent de façon simple et précise quelques  notions essentielles sur les géométries non-euclidiennes, les géométries à n-dimensions, et la quatrième dimension.
Mais la force de cet ouvrage réside dans sa description de la différence entre l'espace géométrique qui est une convention (la géométrie n'est pas vraie, elle est avantageuse), et l'espace représentatif à composantes visuelle, tactile, motrice.
C’est le mathématicien Maurice Princet, qui fréquentait les cercles cubistes, qui le premier établit une analogie formelle entre l'effet de facettes obtenues dans les perspectives cavalières des seize Octahédrons d'un Icosatetrahédroide de Jouffret et le Portrait cubiste d'Ambroise Vollard par Picasso (1910),.
Mais Picasso a toujours énergiquement nié avoir jamais discuté mathématique avec Princet (interview à Alfred Barr, 1945).
Le collectionneur et marchand d’art Daniel-Henry Kahnweiler, dans son livre sur Juan Gris, 1947, précise à propos de Princet « qu'il n'a jamais eu la moindre influence sur Picasso ou Braque, pas plus que sur Gris, qui avait suivi ses propres études de mathématiques. »
Mais l'idée de la quatrième dimension dans le cubisme a incontestablement une origine mathématique, celle de Poincaré. Comment s’est-elle transmise ? 
En 1918, Louis Vauxcelles se moquait de Princet et de la façon dont s’était répandue l’idée de la quatrième dimension en art :
«Il est de notoriété publique dans les ateliers de Montparnasse, et partout ailleurs, que l'inventeur du cubisme était Max Jacob. Nous le croyions nous-mêmes. Mais il est nécessaire de rendre son honneur à César, et César, dans ce cas précis, s'appelle M. Princet. C'est, nous le pensons, la première fois que ce nom est imprimé dans les annales du cubisme. 
M. Princet est un “agent d'assurance” et très fort en mathématiques. M. Princet calcule comme Inaudi. M. Poincet (sic) lit Henri Poincaré dans le texte. M. Princet a étudié à fond la géométrie non-euclidienne et les théorèmes de Rieman, desquels Gleizes et Metzinger ont parlé si négligemment. Ainsi, un jour, M. Princet rencontra M. Max Jacob et lui confia une ou deux de ses découvertes sur la quatrième dimension. M. Jacob en informa l'ingénieux M. Picasso, et M. Picasso y vit la possibilité de nouveaux schémas ornementaux. M.Picasso expliqua ses intentions à M. Apollinaire qui se hâta de les mettre en formules et de les codifier. La chose proliféra et se propagea.  Le cubisme, enfant de M. Princet était né. »
En fait Max Jacob fait mention dans un article fin 1915 pour un périodique américain 291 de sa rencontre avec Galani dont la tentative d'expliquer la quatrième dimension fut convertie par Max Jacob le religieux en une explication des apparitions et disparitions du Christ ressuscité.
Matisse, dans une lettre à Derain en 1916, parle de Galani qui vient juste de lire La Science et l'Hypothèse, livre dans lequel il a trouvé l'origine du cubisme (Matisse ajoute trois points d'exclamations entre parenthèses).
Gleizes et Metzinger avaient probablement étudié l'œuvre de Poincaré d'assez près. Mais, d'une part, les discussions avec Princet, et d'autre part des lecture possibles  de théosophes citant Poincaré comme Revel dans L'esprit et l'espace : La Quatrième dimension ont pu amener une certaine confusion dans la façon dont le lien entre les nouvelles géométries et le cubisme s'établissait.
Pour Gleizes et Metzinger il existe deux sortes d'espaces géométriques, l'espace euclidien et l'espace non-euclidien. L'espace euclidien pose l'indéformabilité des figures en mouvement. L'espace non-euclidien est celui auquel il convient de rattacher l'espace des peintres. Gleizes et Metzinger préconisent à ce propos d’étudier les nouvelles géométries : 
« Si nous devions rattacher l'espace pictural à une géométrie particulière, nous devrions nous référer aux savants non-euclidiens; il nous faudrait étudier, en fin de compte, certains des théorèmes de Rieman (sic). »
En fait, malgré les préoccupations intellectuelles des artistes au sujet des nouvelles géométries, l'espace courbe non-euclidien apparaît rarement dans la peinture cubiste sauf dans des œuvres comme l'Estaque, par Braque et Dufy (1908), les Tours Eiffel  de Delaunay (1910-1911), ou le Paysage cubiste de Metzinger (1911), où il semblerait que celui-ci se soit appliqué à mettre en pratique consciencieusement les principes de déformation de l'espace courbe non-euclidien.

### Influence en Russie
Le peintre russe Mikhaïl Matiouchine, qui avait écrit dès 1911 un article sur « Le sens de la quatrième dimension », publie en mars 1913 une traduction en russe de « Du cubisme » de Gleizes et Metzinger émaillée de citations du « Tertium Organum » de l’ésotériste russe Ouspensky.
Cette comparaison met en relief certaines conceptions communes aux deux auteurs :
- préexistence d'une forme qu'on visualise sur l'objet d'expérience (en tournant autour, en augmentant son « pouvoir » de visualisation)
- dépendance de la forme et de la couleur

C’est ce saut qualitatif des géométries non-euclidiennes vers les géométries à N dimensions et, partant, vers la physique, qu’opère Matiouchine lorsqu’il met en regard de ce passage « Du cubisme » de Gleizes et Metzinger, une phrase du « Tertium Organum » d’Ouspensky :
« Pour le célèbre mathématicien Riemann, lorsque des dimensions supérieures de l’espace entrent en jeu, le temps, d’un certaine manière, se transpose lui-même dans l’espace, et il identifiait l’atome matériel comme l’entrée de la quatrième dimension dans l’espace tri-dimensionnel. »
La quatrième dimension était un enjeu intellectuel et artistique dans la nouvelle peinture russe, fortement influencée par le cubisme. Entre peintres cubistes, le débat faisait rage et Matiouchine, notamment, reprochait vivement à Malevitch sa mauvaise compréhension de la nouvelle physique, comme il le mentionne dans une critique de 1916 : 
« Il y a un point négatif… en ce que Malevitch comprend insuffisamment les modalités de la nouvelle dimension. »
Les écrits de Poincaré n’étaient pas passés directement dans la littérature artistique russe, mais à travers deux filtres : ceux de l’interprétation de Poincaré par Gleizes et Metzinger  et celui de la lecture ésotérique d’Ouspensky. Il semble que c’est particulièrement aux théories d’Ouspensky que Malevitch était réticent :
« On peut voir un courant à la recherche d’un homme nouveau, de nouvelles voies. Ils vont même en Inde et en Afrique et fouillent dans les catacombes, ils pensent qu’ils vont trouver quelque chose (qu’en pensez-vous ?). Ils publient une masse de livres (Ouspensky)… »
Cette remarque  de Malevitch dans « Dieu n’est pas détrôné » visait directement Matiouchine dans la mesure où celui-ci faisait ouvertement appel dans son travail aux conceptions de l’espace développée par Ouspensky, entretenant ainsi une ambiguïté sur les rapports de l’art moderne russe avec la science, l’art et la spiritualité.